# Katarzyna Wasick
Katarzyna Wasick (Cracovia, 22 marzo 1992) è una nuotatrice polacca.

## Carriera
Specializzata nello stile libero, ha vinto la medaglia d'argento nei 50 m stile libero ai Mondiali di Budapest 2022, diventando così la prima nuotatrice polacca a vincere una medaglia iridata. Va nuovamente a medaglia due anni dopo ai mondiali di Doha, ottenendo il bronzo sempre nei 50 m stile libero.

## Palmarès
- Mondiali:

Budapest 2022: argento nei 50m sl.
Doha 2024: bronzo nei 50m sl.
- Mondiali in vasca corta:

Abu Dhabi 2021: bronzo nei 50m sl.
Melbourne 2022: argento nei 50m sl.
Budapest 2024: bronzo nei 50m sl e nella 4x50m sl mista.
- Europei

Budapest 2020: argento nei 50m sl.
Roma 2022: argento nei 50m sl.
- Europei in vasca corta

Stettino 2011: bronzo nella 4x50m misti.
Glasgow 2019: oro nella 4x50m misti.
Kazan 2021: argento nei 50m sl e nei 100m sl; bronzo nella 4x50m misti e nella 4x50m sl mista.